# Campeonato Mundial de Triatlón de 2007
El XIX Campeonato Mundial de Triatlón se celebró en Hamburgo (Alemania) el 1 y el 2 de septiembre de 2007. Fue organizado por la Unión Internacional de Triatlón (ITU) y la Federación Alemana de Triatlón.
Los 1,5 km de natación se realizaron en el lago Alster, los 40 km de bicicleta y los 10 km de carrera se desarrollaron en un circuito urbano de la ciudad alemana. 

## Países participantes
Participaron en total 157 triatletas (80 hombres y 77 mujeres) de 39 federaciones nacionales.
| África (ATU)    | América (PATCO) | Asia (ASTC)                                                                                     | Europa (ETU) | Oceanía (OCA)                       |
| --------------- | --- | ----------------------------------------------------------------------------------------------- | --- | ----------------------------------- |
| Sudáfrica (3/2) | Bermudas (-/1) · Brasil (1/1) · Canadá (5/4) · Colombia (1/-) · Costa Rica (1/-) · Estados Unidos (6/5) · México (1/2) · Venezuela (1/1) | China (1/2) · Hong Kong (1/-) · Japón (4/6) · Kazajistán (1/1) · Siria (1/-) · Uzbekistán (1/-) | Alemania (5/4) · Austria (2/4) · Bélgica (1/-) · Croacia (1/-) · Dinamarca (1/1) · España (3/3) · Finlandia (-/1) · Francia (6/3) · Hungría (1/1) · Irlanda (1/-) · Israel (2/-) · Italia (3/3) · Luxemburgo (1/1) · Países Bajos (1/2) · Polonia (1/1) · Portugal (1/2) · Reino Unido (3/3) · República Checa (2/4) · Rusia (3/4) · Suecia (-/1) · Suiza (3/4) · Ucrania (2/1) | Australia (4/4) Nueva Zelanda (5/4) |

## Resultados
| Evento    | Oro                        | Plata                      | Bronce                       |
| --------- | -------------------------- | -------------------------- | ---------------------------- |
| Masculino | Daniel Unger · Alemania    | Javier Gómez Noya · España | Brad Kahlefeldt Australia    |
| Femenino  | Vanessa Fernandes Portugal | Emma Snowsill Australia    | Laura Bennett Estados Unidos |

### Masculino
| Puesto            | Triatleta         | País          |       |       |       | Final   |
| ----------------- | ----------------- | ------------- | ----- | ----- | ----- | ------- |
| Medalla de oro    | Daniel Unger      | Alemania      | 17:38 | 54:55 | 29:47 | 1:43:18 |
| Medalla de plata  | Javier Gómez Noya | España        | 17:06 | 55:32 | 29:42 | 1:43:22 |
| Medalla de bronce | Brad Kahlefeldt   | Australia     | 17:47 | 54:47 | 30:05 | 1:43:36 |
| 4                 | Simon Whitfield   | Canadá        | 17:23 | 55:04 | 30:08 | 1:43:40 |
| 5                 | William Clarke    | Reino Unido   | 17:38 | 54:50 | 30:11 | 1:43:45 |
| 6                 | Jan Frodeno       | Alemania      | 17:38 | 54:53 | 30:29 | 1:43:57 |
| 7                 | Terenzo Bozzone   | Nueva Zelanda | 17:30 | 55:04 | 30:31 | 1:44:04 |
| 8                 | Stuart Hayes      | Reino Unido   | 17:39 | 54:53 | 30:37 | 1:44:07 |

### Femenino
| Puesto            | Triatleta         | País           |       |         |       | Final   |
| ----------------- | ----------------- | -------------- | ----- | ------- | ----- | ------- |
| Medalla de oro    | Vanessa Fernandes | Portugal       | 18:10 | 1:01:06 | 33:03 | 1:53:27 |
| Medalla de plata  | Emma Snowsill     | Australia      | 18:13 | 1:02:07 | 32:55 | 1:54:31 |
| Medalla de bronce | Laura Bennett     | Estados Unidos | 18:01 | 1:01:16 | 34:20 | 1:54:37 |
| 4                 | Emma Moffatt      | Australia      | 18:03 | 1:01:12 | 34:34 | 1:54:54 |
| 5                 | Ricarda Lisk      | Alemania       | 18:07 | 1:01:05 | 34:44 | 1:54:59 |
| 6                 | Anja Dittmer      | Alemania       | 18:39 | 1:01:41 | 33:37 | 1:55:04 |
| 7                 | Magali Messmer    | Suiza          | 17:57 | 1:01:17 | 34:50 | 1:55:09 |
| 8                 | Joelle Franzmann  | Alemania       | 17:56 | 1:01:24 | 34:53 | 1:55:   |

## Medallero
| Núm. | País           | Oro | Plata | Bronce | Total |
| ---- | -------------- | --- | ----- | ------ | ----- |
| 1    | Alemania       | 1   | 0     | 0      | 1     |
| 1    | Portugal       | 1   | 0     | 0      | 1     |
| 3    | Australia      | 0   | 1     | 1      | 2     |
| 4    | España         | 0   | 1     | 0      | 1     |
| 5    | Estados Unidos | 0   | 0     | 1      | 1     |
|      | TOTAL          | 2   | 2     | 2      | 6     |